# Fédération américaine du travail - Congrès des organisations industrielles
Pour les articles homonymes, voir AFL et CIO.
La Fédération américaine du travail - Congrès des organisations industrielles (en anglais : American Federation of Labor - Congress of Industrial Organizations, AFL-CIO) est le principal regroupement syndical des États-Unis. Il est membre de la Confédération syndicale internationale et de la Confédération syndicale des travailleurs et travailleuses des Amériques.
Fondée en 1955, par la fusion de la Fédération américaine du travail (AFL) et du Congrès des organisations industrielles (CIO), l'organisation et le syndicalisme en général ont reculé depuis un demi-siècle dans le pays. Elle regroupait 56 syndicats représentant 11 millions de travailleurs. Un groupe de syndicats a fait scission en 2005, dont les emblématiques Teamsters.

## Présentation
Syndicat né en 1955 du regroupement des deux plus importants syndicats américains, l’American Federation of Labor (10,2 millions d'adhérents) créé en 1886 et le Congrès des organisations industrielles (5,2 millions d'adhérents) pour former l'AFL-CIO, dont George Meany prend la présidence. Ce syndicat représente alors 25 % des ouvriers américains et constitue le plus puissant des syndicats des pays occidentaux.
En 2005, le déclin de l'influence du mouvement syndical est patent. À peine 12,5 % des salariés (et même seulement 8 % dans le secteur des services) sont aujourd'hui syndiqués aux États-Unis, comparés à 19,5 % en 1984 et 35 % il y a 50 ans au moment de leur fusion. Certains secteurs d'activité et entreprises sont des déserts syndicaux, l'exemple-type étant la chaîne de distribution Wal-Mart, alors que la précarité au travail s'est renforcée.
Les quatre principaux membres, avec plus d'un million d'adhérents, étaient le « Service Employees International Union » (SEIU), le « United Food and Commercial Workers Union » (UFCW), l'« American Federation of State, County and Municipal Employees » (AFSCME), et les « Teamsters ».
Deux des principaux affiliés de l'AFL-CIO ont annoncé leur départ : les Teamsters, le syndicat des chauffeurs routiers et ses 1,4 million de membres, et le « Syndicat des employés des services » (Service Employees International Union, SEIU) avec 1,8 million d'adhérents, après d'autres organisations.

## Structure

### Affiliés
1. Air Line Pilots Association (ALPA)
2. Amalgamated Transit Union (ATU)
3. American Federation of Government Employees (AFGE)
4. American Federation of Musicians of the United States and Canada (AFM)
5. American Federation of School Administrators (AFSA)
6. American Federation of State, County and Municipal Employees (AFSCME)
7. American Federation of Teachers (AFT)
8. American Federation of Television and Radio Artists (AFTRA)
9. American Postal Workers Union (APWU)
10. American Radio Association (ARA)
11. American Train Dispatchers Association (ATDA)
12. Associated Actors and Artistes of America (4As)
  1. Actors' Equity Association (AEA)
  2. American Guild of Musical Artists (AGMA)
  3. American Guild of Variety Artists (AGVA)
  4. Screen Actors Guild (SAG)
  5. The Guild of Italian American Actors (GIAA)
13. Bakery, Confectionery, Tobacco Workers and Grain Millers International Union (BCTGM)
14. Brotherhood of Railroad Signalmen (BRS)
15. California School Employees Association (CSEA)
16. Communications Workers of America (CWA)
  1. Association of Flight Attendants (AFA-CWA)
17. Farm Labor Organizing Committee (FLOC)
18. Glass, Molders, Pottery, Plastics and Allied Workers International Union (GMP)
19. International Alliance of Theatrical Stage Employes, Moving Picture Technicians, Artists and Allied Crafts of the United States, Its Territories and Canada (IATSE)
20. International Association of Bridge, Structural, Ornamental and Reinforcing Iron Workers (Ironworkers)
21. International Association of Fire Fighters (IAFF)
22. International Association of Heat and Frost Insulators and Allied Workers (AWIU)
23. International Association of Machinists and Aerospace Workers (IAM)
24. International Brotherhood of Boilermakers, Iron Ship Builders, Blacksmiths, Forgers and Helpers (IBB)
25. International Brotherhood of Electrical Workers (IBEW)
26. International Federation of Professional and Technical Engineers (IFPTE)
27. International Longshore and Warehouse Union (ILWU)
28. International Longshoremen's Association (ILA)
29. International Plate Printers, Die Stampers and Engravers Union of North America
30. International Union of Allied Novelty and Production Workers (Novelty and Production Workers)
31. International Union of Bricklayers and Allied Craftworkers (BAC)
32. International Union of Elevator Constructors (IUEC)
33. International Union of Operating Engineers (IUOE)
34. International Union of Painters and Allied Trades of the United States and Canada (IUPAT)
35. International Union of Police Associations (IUPA)
36. Laborers' International Union of North America (LiUNA)
  1. National Postal Mail Handlers Union (NPMHU)
37. Marine Engineers' Beneficial Association (MEBA)
  1. Professional Aviation Safety Specialists (PASS)
38. National Air Traffic Controllers Association (NATCA)
39. National Association of Letter Carriers (NALC)
40. National Nurses United (NNU)
41. Office and Professional Employees International Union (OPEIU)
42. Operative Plasterers' and Cement Masons' International Association of the United States and Canada (OPCMIA)
43. Seafarers International Union of North America (SIU)
44. Sheet Metal Workers International Association (SMWIA)
45. Transport Workers Union of America (TWU)
46. Transportation Communications International Union/IAM (TCU/IAM)
47. UNITEHERE! (UNITEHERE!)
48. United Association of Journeymen and Apprentices of the Plumbing and Pipe Fitting Industry of the United States and Canada (UA)
49. United Automobile, Aerospace & Agricultural Implement Workers of America International Union (UAW)
50. United Mine Workers of America (UMWA)
51. United Steel, Paper and Forestry, Rubber, Manufacturing, Energy, Allied Industrial & Service Workers International Union (USW)
52. United Transportation Union (UTU)
53. United Union of Roofers, Waterproofers and Allied Workers (Roofers and Waterproofers)
54. Utility Workers Union of America (UWUA)
55. Writers Guild of America, East Inc. (WGAE)

### Présidents
- George Meany (1955-1979)
- Lane Kirkland (1979-1995)
- Thomas R. Donahue (1995)
- John Sweeney (1995-2009)
- Richard Trumka (2009-)

## Histoire
À partir du milieu des années 1980, le SEIU tente de nouvelles méthodes d'organisation pour enrayer le déclin syndical. En 1995, son dirigeant John Sweeney a été élu à la direction de l’AFL-CIO en portant ce nouveau programme intitulé "Change to Organize". La nouvelle direction s'appuie sur des intellectuel(le)s et activistes comme Jane McAlevey recrutée en 1996 pour diriger une campagne expérimentale à Stamford Connecticut qui développe un modèle de syndicalisme de mouvement social s’appuyant sur les travailleurs de base. 

### La scission de 2005
Le déclin continu du syndicalisme américain a provoqué un débat interne, mené par les syndicats les plus dynamiques et le syndicat des services. Ils ont critiqué notamment le faible activisme syndical, relégué au second plan derrière le soutien financier et militant au Parti démocrate, dont il a attendu des mesures sociales, que ce parti a de plus en plus de réticences à promouvoir. L'échec de John Kerry aux élections présidentielles de 2004 a servi de détonateur. Les syndicats critiques (SEIU, Teamsters, LIUNA et UFW) ont formé la coalition « Change to win ». Assuré d'être réélu, soutenu par le syndicat des administrations publiques (American Federation of State, County and Municipal Employees, AFSCME) et de la métallurgie, le président sortant John Sweeney a ignoré leurs recommandations, conduisant à la crise de juillet 2005.
Les contestataires préconisent de choisir élection par élection quel candidat choisir, et non plus systématiquement le candidat démocrate. Le SEIU avait tenté de définir des champs syndicaux exclusifs, pour éviter une concurrence entre syndicats, alimentée en sous-main par le patronat ; ce projet a été rejeté par la direction de l'AFL-CIO. Les contestataires déplorent l'incapacité de la direction menée par John Sweeney, 71 ans et en poste depuis dix ans, à adapter son action dans un contexte mondialisé. 
Un groupe de syndicats a fait scission en 2005, dont le plus important par le nombre et celui avec la plus forte croissance, le « Service Employees International Union » (SEIU), et les emblématiques Teamsters. Ces derniers ont annoncé le 23 juillet 2005 leur boycott de la convention de l'AFL-CIO, imités par l'United Food and Commercial Workers (UFCW) et "Unite here", un groupe d'employés du textile et de l'hôtellerie. Ces syndicats dissidents ont formé la nouvelle centrale Change to win et amputé l'AFL-CIO d'un quart de ses membres et d'un sixième de son budget.
Alimenté notamment par des adhésions dans la communauté hispanique, les partants ont annoncé une politique active de recrutement, au détriment du soutien au Parti Démocrate. Ils critiquent le libre-échangisme, mais appuient plus leurs revendications sur un certain recours au protectionnisme que sur la promotion de normes sociales mondiales.

## Implications politiques
LAFL-CIO fait preuve tout au long de la guerre froide d'anticommunisme. Dès la fin de la Deuxième Guerre mondiale, l'influence maccarthyste conduit l’AFL et la CIO à exclure les syndicats dirigés par des communistes. Par la suite, l'organisation défend les intérets économiques et politiques des Etats-Unis à travers le monde, apportant, en relation avec la CIA, un soutien financier et organisationnel à des organisations de défense des travailleurs non communistes, comme la CGT-Force Ouvrière en France pour concurrencer la CGT. On retrouve ce même type de procédé dans divers pays, avec pour objectif de nuire aux organisations de travailleurs affiliées à la Fédération syndicale mondiale (FSM) ou de sensibilité marxiste. Ce positionnement n’est pas seulement anticommuniste : il résulte également d’une politique pragmatique qui lie les intérêts des entreprises américaines à l’étranger aux intérêts des travailleurs américains.
L'AFL-CIO est un relais traditionnel du Parti démocrate. Ses militants et ses finances sont fréquemment mis à disposition des démocrates dans le cadre des campagnes électorales. Toutefois, ces dernières années, ces liens ont été remis en cause par plusieurs responsables de la confédération et ont été évoqués comme prétexte à la scission de 2005.
En 2006, lors des élections américaines de mi-mandat, la centrale a investi 40 millions de dollars et chargé 100 000 de ses membres de la promotion du Parti démocrate. 5 millions d'appels téléphoniques et 3,5 millions de porte-à-porte ont été effectués en 3 jours.